# Heiko K. L. Schulze
Heiko Kurt Ludwig Schulze (* 9. Juli 1954 in Mülheim an der Ruhr; † 20. August 2023) war ein deutscher Kunsthistoriker und Denkmalpfleger, ferner von Juni 2011 bis Juni 2013 Generalsekretär des Landesverbands Schleswig-Holstein der Piratenpartei Deutschland.

## Biografie
Schulze studierte nach dem Abitur 1973 Kunstgeschichte, klassische und mittelalterliche Archäologie sowie Städtebau und Raumplanung an den Universitäten Köln, Tübingen und Bonn, wo er 1981 mit einer Dissertation über die Abtei Rommersdorf promoviert wurde. Im Anschluss war er zwei Jahre als Wissenschaftlicher Mitarbeiter am Westfälischen Landesmuseum tätig. Von 1984 bis 1986 war er an einem Forschungsprojekt der VolkswagenStiftung in Hamburg beteiligt (Sepulkralkultur auf dem Friedhof Ohlsdorf), seitdem war er am Landesamt für Denkmalpflege Schleswig-Holstein, Kiel, beschäftigt, seit 2010 als Fachreferent für städtebauliche Denkmalpflege, seit November 2017 im Ruhestand.

### Politisches Engagement
Schulze trat am 24. Oktober 2009 nach der Bundestagswahl in die Piratenpartei ein. Bei der Landtagswahl in Schleswig-Holstein 2012 kandidierte er als Direktkandidat in seinem Wahlkreis Kiel-Ost (10,0 % Erststimmen) und auf Platz 10 der Landesliste, erzielte aber keinen Sitz im Landtag. Von Oktober 2012 bis Mai 2017 war er Mitglied des Landesplanungsrats Schleswig-Holstein. Schulze wurde am 16. März 2013 auf dem Landesparteitag der Piratenpartei Schleswig-Holstein auf Platz eins der Landesliste für die Bundestagswahl 2013 gewählt. Schulze trat im Oktober 2017 aus der Partei aus.

## Veröffentlichungen (Auswahl)
- Die ehemalige Prämonstratenser-Abtei Rommersdorf: Untersuchungen zur Baugeschichte unter besonderer Berücksichtigung des 12. und 13. Jahrhunderts. (Quellen und Abhandlungen zur mittelrheinischen Kirchengeschichte 44) Mainz : Gesellschaft für Mittelrhein. Kirchengeschichte, Trier: Bistumsarchiv 1983, ISSN 0480-7480, Zugl.: Bonn, Univ., Diss., 1981
- Das Westfälische Provinzialmuseum Münster, 1983, ISBN 3-88789-060-4
- Der Hamburger Hauptfriedhof Ohlsdorf. Geschichte und Grabmäler (zus. mit Barbara Leisner und Ellen Thormann). (Themenreihe des Hamburg-Inventars Bd. 4), hg. von der Kulturbehörde/Denkmalschutzamt der Freien und Hansestadt Hamburg, 2 Bde., bearb. von Andreas von Rauch. Hamburg: Christians 1990, ISBN 3-7672-1060-6
- Schloss Eutin. Eutin: Struve 1991, ISBN 3-923457-15-4
- Der Meldorfer Dom (Hg.). Heide: Boyens 1992, ISBN 3-8042-0605-0
- Bauforschungsbericht Schloss Gottorf. in: Nordelbingen 62 (1993), S. 189–233, ISSN 0078-1037
- "... darauf man mit Andacht gehen kann" – historische Friedhöfe in Schleswig-Holstein. (Kleine Schleswig-Holstein-Bücher 49) Heide: Boyens 1999, ISBN 3-8042-0834-7
- Quer durch Schleswig-Holstein – Theodor Möller: Fotografien 1900-1950 (zus. mit Astrid Hansen und Deert Lafrenz). Hrsg. vom Landesamt für Denkmalpflege Schleswig-Holstein, Neumünster: Wachholtz 2007, ISBN 978-3-529-02798-7
- Bauforschungsbericht Schloss Plön. in: Nordelbingen 77 (2008), S. 215–274, ISSN 0078-1037
- Arthur Bock (1875–1957): ein Hamburger Bildhauer. Ludwig, Kiel 2022 (Hamburg-Inventar. Themen-Reihe; 13), ISBN 978-3-86935-430-9.